# Docodesmus parvior
Docodesmus parvior är en mångfotingart som beskrevs av Chamberlin 1918. Docodesmus parvior ingår i släktet Docodesmus och familjen fingerdubbelfotingar. Inga underarter finns listade i Catalogue of Life.